# Toni Muñoz
Toni Muñoz, nome completo Antonio Muñoz Gómez (Cordova, 4 febbraio 1968), è un ex calciatore spagnolo, di ruolo difensore.

## Caratteristiche tecniche
In attività era un terzino sinistro.

## Carriera
Ha vinto con l'Atlético Madrid tre coppe di Spagna (1990-1991, 1991-1992, 1995-1996) e una Liga (1995-1996).

## Palmarès

### Club

#### Competizioni nazionali
- Campionato spagnolo: 1

Atlético Madrid: 1995-1996
- Coppa di Spagna: 3

Atlético Madrid: 1990-1991, 1991-1992, 1995-1996

#### Competizioni internazionali
- Coppa Iberica: 1

Atlético Madrid: 1991